# Milk & Honey
Pour les articles homonymes, voir Milk and Honey.
 (octobre 2009).
Si vous disposez d'ouvrages ou d'articles de référence ou si vous connaissez des sites web de qualité traitant du thème abordé ici, merci de compléter l'article en donnant les références utiles à sa vérifiabilité et en les liant à la section « Notes et références ».
Milk & Honey est un duo musical germano-algérien monté en 2006. Le groupe est originellement composé d'Anne Ross et Manel Filali.
Manel Filali est une chanteuse algéro-allemande qui a connu le succès en tant que membre du duo Milk and Honey, qu'elle formait avec sa partenaire musicale Anne Ross. Ensemble, elles ont atteint la 16e place des charts en Allemagne et se sont classées numéro un dans 27 pays à travers l’Europe de l’Est et le Moyen-Orient. En 2007, Milk and Honey a marqué les esprits avec un concert exceptionnel pour le Nouvel An à la Porte de Brandebourg à Berlin, partageant la scène avec les Sugababes devant un million de spectateurs venus assister à l'événement en direct.

## Membres du groupe
Anne („Milk“) Ross est née le 17 mars 1985 à Dersum (en Basse-Saxe, près de Meppen). Elle a été membre du girl group allemand Preluders.
Manel („Honey“) Filali est née le 11 décembre 1981 à Alger.

## Discographie

### Albums

#### Elbi (2008)
- Elbi (Intro)
- Habibi JeT'aime
- Layla
- Seven Seconds
- Blush
- Didi (Radio Mix)
- All Over Me
- Heart & Soul
- Prove Your Love
- We Love
- Mon Cheri
- Open Up Your Eyes

### Singles
- 10 novembre 2006 : "Habibi (je t'aime)"
- 7 septembre 2007 : "Didi"
- 15 février 2008 : "7 seconds"